# كأس اليونان 1953–54
كأس اليونان 1953–54 (باليونانية: Κύπελλο Ελλάδος ποδοσφαίρου ανδρών 1953-54) هو الموسم 12 من كأس اليونان. أشرف على تنظيمه الاتحاد الإغريقي لكرة القدم، وفاز فيه نادي أولمبياكوس.